# Macromitrium jamesonii
Macromitrium jamesonii là một loài Rêu trong họ Orthotrichaceae. Loài này được (Arn.) Müll. Hal. mô tả khoa học đầu tiên năm 1845.